# Pompei – Ljetna ploča katastrofe
Pompei – Ljetna ploča katastrofe je tretji studijski album hrvaške glasbene skupine Jinx, ki je izšel leta 1999 na zgoščenki in kaseti pri založbi Aquarius Records. Album vsebuje devet skladb, ki jih je ustvaril Coco Mosquito, skladbo »Kashish« pa je napisala skupina, Coco Mosquito pa je prispeval besedilo. Pompei – Ljetna ploča katastrofe je bil posnet v Funhouse Studiu v Zagrebu, bobni so bili posneti v ljubljanskem Studiu Tivoli, kjer je bil album tudi zmiksan pod vodstvom Aca Razbornika. Prvi single z albuma je »Koliko suza za malo sna«, za katerega je skupina posnela tudi videospot. Drugi singl z albuma je »Bye bye baby bye«.

## Seznam skladb
Avtor vseh skladb je Coco Mosquito, razen kjer je posebej napisano. Vsi aranžmaji so delo skupine.
| Št. | Naslov                         | Dolžina |
| --- | ------------------------------ | ------- |
| 1.  | „By by baby by‟                | 4:41    |
| 2.  | „Lava‟                         | 3:25    |
| 3.  | „Koliko suza za malo sna‟      | 3:45    |
| 4.  | „Sve je u redu‟                | 4:20    |
| 5.  | „Topim se sad‟                 | 4:07    |
| 6.  | „Zabranjenim cestama‟          | 3:36    |
| 7.  | „Na plaži‟                     | 4:52    |
| 8.  | „Mediteraneo‟                  | 4:31    |
| 9.  | „Kashish‟ (Jinx/Coco Mosquito) | 5:15    |
| 10. | „Zar je stvarno došao taj dan‟ | 5:23    |

## Osebje

### Jinx
- Coco Mosquito – kitara
- Berko – bobni
- Samir – bas
- Mr. Goody – električni klavir, spremljevalni vokal (2, 4, 6, 7)
- Yaya – glavni vokal
- Pavlica – trobenta, spremljevalni vokal (2, 4, 6)
- Jordes – saksofon, klarinet (1)

### Gostje
- Hrvoje Rupčić – tolkala (2, 7, 9), zvonovi (4, 6), maracas (4)
- Kiki The Kid – akustična kitara (9)
- Neno Grahovac – trombon (10)

### Produkcija
- Snemalci: Berko in Gordan Muratović, Aco Razbornik (bobni)
- Producenta: Berko, Coco Mosquito
- Fotografija: Nino Šolić
- Miks: Aco Razbornik
- Oblikovanje: Gabi Farčić
- Izvršni producent: Boris Horvat